# SprintAir
SprintAir Sp. z. o. o. je polská regionální letecká společnost s hlavní základnou na Varšavském letišti Frédérica Chopina a sídlem ve Varšavě. Operuje především vnitrostátní regionální linky s cestujícími i nákladem. Společnost vznikla v roce 2003 pod názvem Air Polonia Cargo Sp. z o.o. s třemi letouny Let L-410 UVP-E, od roku 2008 se společnost jmenuje SprintAir a patří pod SprintAir Group.

## Destinace
V roce 2016 SprintAir létalo do 15 evropských destinací, civilně s cestujícími pouze do tří mezinárodních (Berlín, Praha a Lvov).

### Praha
SprintAir dne 18. května 2016 zahájil pravidelnou linku z Radomi do Prahy s dvěma frekvencemi týdně a letounem Saab 340A. Toto spojení od 18. září 2015 do 26. října provozovaly také ČSA.

## Flotila

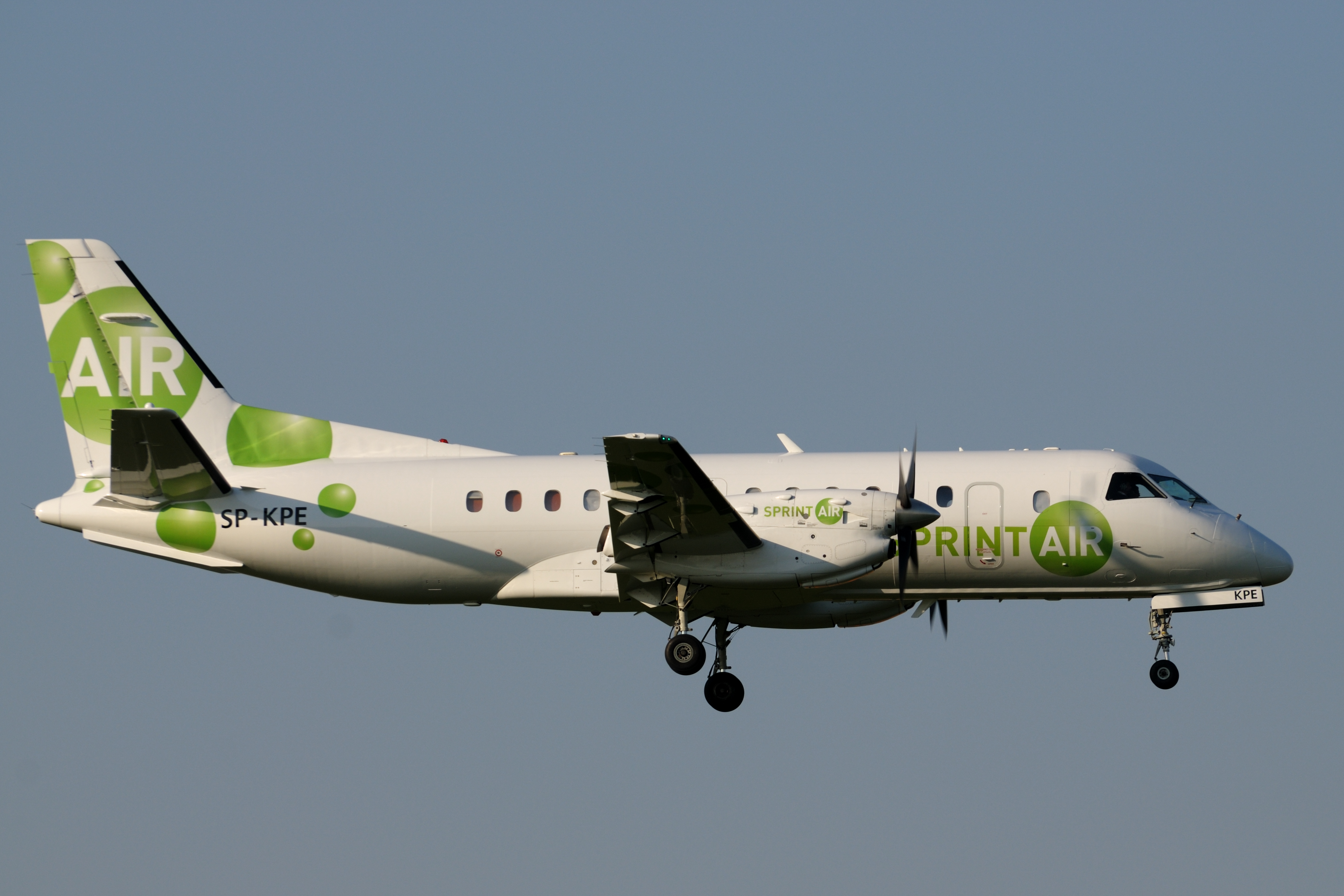
Saab 340 SprintAir

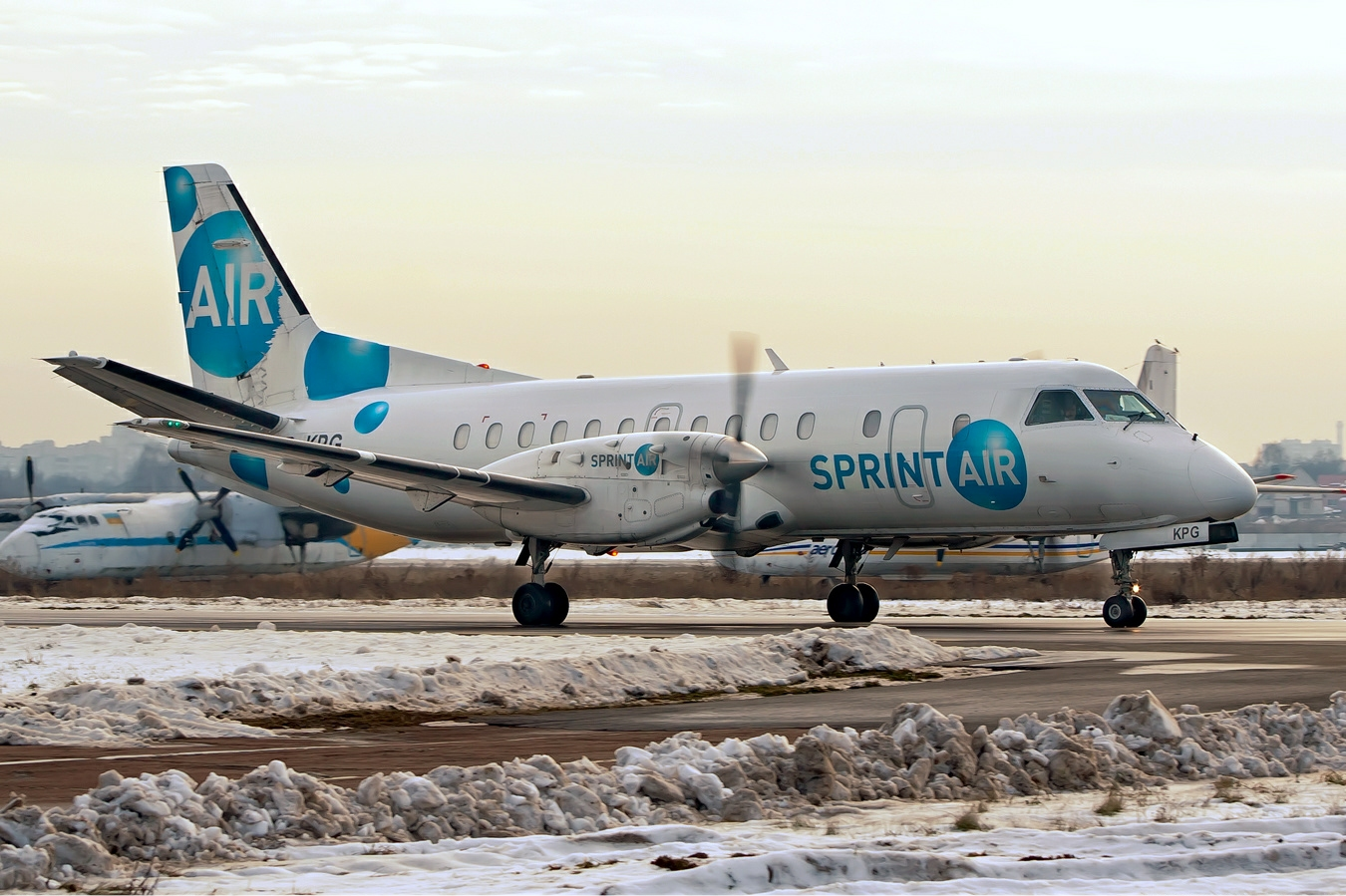
Saab 340 SprintAir

### Současná
Společnost v prosinci 2016 provozovala následující letadla průměrného stáří 26,7 let:
| Letadlo     | Počet | Objednávky | Cestující | Poznámky                                                        |
| ----------- | ----- | ---------- | --------- | --------------------------------------------------------------- |
| ATR 72-200  | 1     | —          | 66        |                                                                 |
| ATR 72-200F | 3     | —          | Nákladní  |                                                                 |
| Saab 340A   | 5     | —          | 33        | 3 v konfiguraci která se dá v krátkém čase přeměnit na nákladní |
| Saab 340A   | 5     | —          | 34        | 3 v konfiguraci která se dá v krátkém čase přeměnit na nákladní |
| Saab 340AF  | 7     | —          | Nákladní  |                                                                 |
| Total       | 16    | 0          |           |                                                                 |

### Historická
SprintAir v minulosti provozoval následující typy letadel:
- Let L-410 Turbolet

## Odkazy

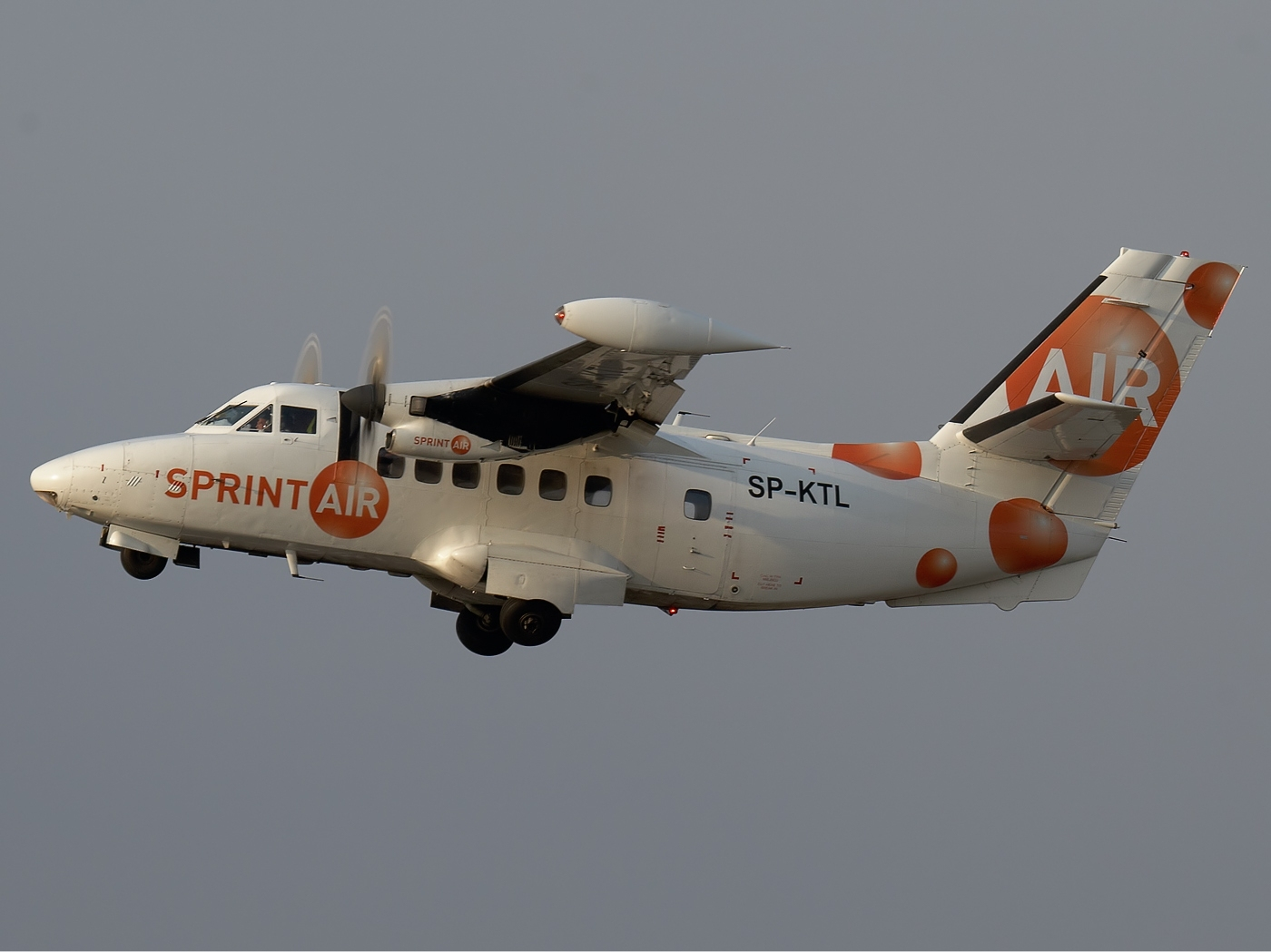
Let L-410UVP-3 který v minulosti SprintAir provozoval